# Un rostro en el pasado
Un rostro en el pasado é uma telenovela mexicana, produzida pela Televisa e exibida em 1960 pelo Telesistema Mexicano.

## Elenco
- Sara García
- Gloria Marín
- Eduardo Fajardo
- Nicolás Rodríguez
- Héctor Gómez
- Dalia Íñiguez
- Magda Donato
- Julio Monterde